# 1885 en photographie
| Années de la photographie : 1882 - 1883 - 1884 - 1885 - 1886 - 1887 - 1888    |
| Décennies de la photographie : 1850 - 1860 - 1870 - 1880 - 1890 - 1900 - 1910 |

Cet article présente les faits marquants de l'année 1885 en photographie.

## Événements
- 15 janvier : Wilson Bentley, en attachant une chambre photographique à un microscope, réalise la première photographie d'un flocon de neige[1].
- Érection d'une statue de Nicéphore Niépce à Chalon-sur-Saône, place du Port-Villiers, réalisée à titre gratuit par le sculpteur Eugène Guillaume[2],[3].
- Le titre de « photographe de la cour impériale et royale » est décerné au photographe hongrois Manó Mai.

## Photographies notables

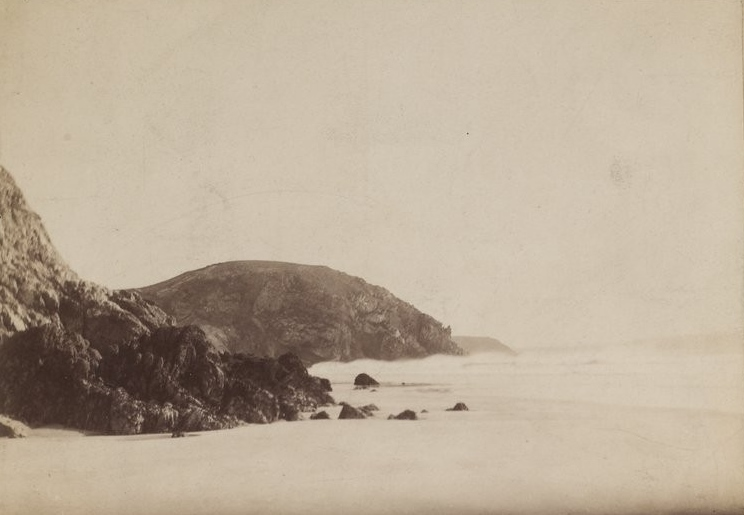
Armand Peugeot, La plage de Morgat en 1885.

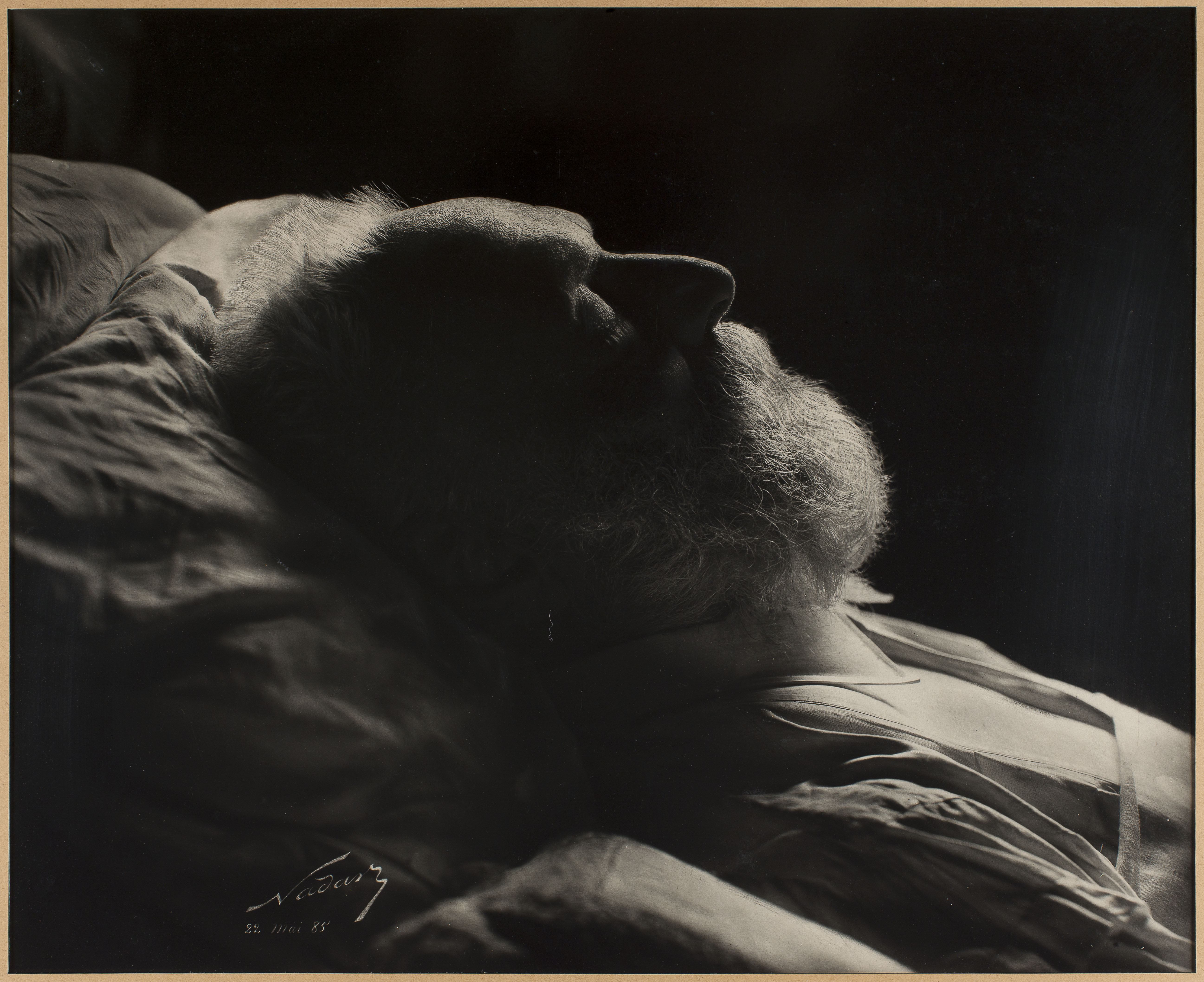
Nadar, Victor Hugo sur son lit de mort, tirage sur papier albuminé.

- 22 mai : Nadar, Victor Hugo sur son lit de mort.
- été : Armand Peugeot, qui passe ses vacances avec d'autres membres de la famille Peugeot à Morgat sur la presqu'île de Crozon dans le Finistère, réalise dans les années 1885 une série de photographies de la région.

## Études, essais, articles
- Henry Peach Robinson, De l'effet artistique en photographie : conseils aux photographes sur l'art de la composition et du clair-obscur, Paris, Gauthier-Villars ; traduction de son ouvrage Pictorial Effect in Photography paru à Londres en 1869.
- Gaston Tissandier, « La photographie en ballon », La Nature, n° 651, 4 juillet 1885, p. 65-68.

## Naissances
- 6 février : Marguerite de Lalancy, photographe suisse, morte le 31 octobre 1971.
- 24 février : Stanisław Ignacy Witkiewicz, écrivain, peintre et photographe polonais, mort le 18 septembre 1939.
- 14 mars : Hendrik Sartov, chef opérateur de films et photographe américain d'origine danoise, mort le 21 mars 1970.
- 23 mars : Arthur Benda, photographe allemand, mort le 7 septembre 1969.
- 8 avril : Alfred Cheney Johnston, photographe américain, connu pour ses photographies d'actrices et d'acteurs des années 1920-1930, mort le 17 avril 1971.
- 28 mai : Piet Zwart, designer industriel, typographe et photographe néerlandais, mort le 24 septembre 1977.
- 2 juillet : Max Fenichel, photographe autrichien, mort assassiné au ghetto de Łódź le 16 septembre 1942.
- 6 juillet : Otho Lloyd, peintre et photographe espagnol, mort en août 1979.
- 8 août : Philiberte de Flaugergues, photographe française, morte le 7 janvier 1966.
- 15 octobre : Frank Hurley, aventurier, photographe et cinéaste australien, mort le 17 janvier 1962.
- 12 septembre : Heinrich Hoffmann, photographe allemand, journaliste et photographe personnel d'Adolf Hitler, mort le 16 décembre 1957.
- 31 octobre : Clara Sipprell, photographe canadienne, morte en avril 1975.
- 14 décembre : Merl LaVoy, photographe et photojournaliste américain, mort le 7 décembre 1953.

- Date précise non renseignée ou inconnue : 
  - Alexandre Grinberg, photographe pictorialiste russe et soviétique, mort en 1979.
  - Julio Requejo Santos,  militaire et photographe amateur espagnol, mort en 1951.

## Décès
- 12 janvier : Frédéric Martens, photographe et graveur franco-italien, né le 16 décembre 1806.
- 13 mars : Titian Ramsay Peale, naturaliste et artiste américain, qui s'est intéressé à la photographie à partir de 1855, né le 17 novembre 1799.
- 9 avril : Félix Bonfils, photographe français, actif à Beyrouth au Liban, né le 8 mars 1831.
- 7 juin : Richard Beard, entrepreneur et photographe anglais, né le 22 décembre 1801.
- 10 juin : Charles Desavary, peintre et photographe français, né le 6 février 1837.
- 5 septembre : Walter Bentley Woodbury, photographe et inventeur britannique, né le 26 juin 1834.
- 6 décembre : Marian Hooper Adams, socialite et photographe amateur américaine, née le 13 septembre 1843.
- Date précise non renseignée ou inconnue : 
  - Gaudenzio Marconi, photographe originaire du Tessin, actif en France et en Belgique, né le 12 mars 1841.
  - Mary Rosse, photographe et astronome amateur britannique, née en 1813.